# Westliche Inseln
Westliche Inseln wird ein Gebiet im Bismarck-Archipel genannt, zu dem diverse Inseln und Inselgruppen gehören.
Die Inseln zählen politisch zu Papua-Neuguinea und liegen vor der Nordostküste Neuguineas.

## Insel und Inselgruppen
Zum Inselgebiet gehören folgende Inseln und Inselgruppen:

| Inselname     | Koordinaten           | Fläche | Einwohner |
| ------------- | --------------------- | ------ | --------- |
| Aua           | 01° 27′ S, 143° 04′ O | 7,0    | 419       |
| Hermit-Inseln | 01° 31′ S, 145° 04′ O | 25,0   | 200       |
| Kaniet-Inseln | 00° 53′ S, 145° 33′ O | 5,0    | 0         |
| Ninigo-Inseln | 01° 16′ S, 144° 16′ O | 30,0   | 972       |
| Sae-Inseln    | 00° 45′ S, 145° 18′ O | 0,2    | 0         |
| Wuvulu        | 01° 43′ S, 142° 50′ O | 14,0   | 824       |

## Kulturgeographische Einordnung
Ethnologisch wurden die Westlichen Inseln – samt der Admiralitätsinseln – auch als Paramikronesien bezeichnet. Ein Grund für diese Namensgebung war die kulturelle Nähe der Insulaner zum wesentlich weiter nördlich gelegenen Mikronesien.

## Verwaltungszuordnung
Verwaltungsmäßig gehören die Inseln zur Manus Province. Aua und Wuvulu gehören zur Aua-Wuvulu Rural LLG (Local Level Government) Area, die östlich davon gelegenen Inseln zur Nigoherm RLLG.